# Buena Vista Ranger Station
La Buena Vista Ranger Station est une ancienne station de rangers américaine à Buena Vista, dans le comté de Chaffee, au Colorado. Construite vers 1937, elle est inscrite au Registre national des lieux historiques depuis le 2 mars 2022.